# Зал славы военной разведки США
Зал славы военной разведки США (англ. Military Intelligence Hall of Fame) — мемориальное учреждение, созданное в 1988 году органами военной разведки армии США в честь военных и гражданских лиц, которые внесли выдающийся вклад в развитие военной разведки США. Расположен в Учебном центре военной разведки армии США (англ. United States Army Intelligence Center) в Форт Хуачука (англ. Fort Huachuca), Аризона.

## Лица, увековеченные в Зале славы
- Боузер, Мэри — шпионка Армии Союза.
- Ван Лью, Элизабет — шпионка Армии Союза.
- Донован, Уильям Джозеф — генерал-майор.
- Дэвидсон, Филипп Бафорд — генерал-лейтенант.
- Картер, Маршалл — генерал-лейтенант.
- Кеннеди, Клаудия — первая женщина, получившая звание генерал-лейтенанта армии США.
- Кульбак, Соломон — криптограф, полковник.
- Одом, Уильям — генерал-лейтенант.
- Паш, Борис — полковник.
- Пинкертон, Алан — основатель детективного агентства.
- Роулетт, Фрэнк — криптограф, полковник.
- Синков, Абрахам — криптограф, полковник.
- Уолтерс, Вернон Энтони — генерал-лейтенант.
- Фридман, Уильям Фредерик — криптолог, именуемый «отцом американской криптологии».
- Черчилль, Мальборо — бригадный генерал.
- и многие другие.